# El hombre mediocre
El hombre mediocre es un libro del sociólogo y médico italo-argentino José Ingenieros, publicado en el año 1913. La obra trata sobre la naturaleza del hombre, oponiendo cinco tipos de personalidades: la del hombre leal y la del idealista, analizando las características formadas por  cada uno, y las formas que estos tipos de hombres han adoptado en la ciencia, la sociedad y la cultura argentina.

## Los tipos de hombres
José Ingenieros dice que "no hay hombres iguales", y los divide a su vez en tres tipos: El hombre inferior, el hombre mediocre y el hombre superior; no arremete contra los dos primeros, sino que describe a los tres y exalta al idealista.

### El mediocre
El hombre mediocre es incapaz de usar su imaginación para concebir ideales que le propongan un futuro por el cual luchar. De ahí que se vuelva sumiso a toda rutina, a los prejuicios, a las domesticidades y así se vuelva parte de un rebaño o colectividad, cuyas acciones o motivos no cuestiona, sino que sigue ciegamente. El mediocre es dócil, maleable, ignorante, un ser vegetativo, carente de personalidad, contrario a la perfección, solidario y cómplice de los intereses creados que lo hacen borrego del rebaño social. Vive según las conveniencias y no logra aprender a amar. En su vida acomodaticia se vuelve vil y escéptico, cobarde. Los mediocres no son genios, ni héroes, ni santos. 
Un hombre mediocre no acepta ideas distintas a las que ya ha recibido por tradición (aquí se ve en parte la idea positivista de la época, el hombre como receptor y continuador de la herencia biológica), sin darse cuenta de que justamente las creencias son relativas a quien las cree, pudiendo existir hombres con ideas totalmente contrarias al mismo tiempo. A su vez, el hombre mediocre entra en una lucha contra el idealista por envidia, intenta opacar desesperadamente toda acción noble, porque sabe que su existencia depende de que el idealista nunca sea reconocido y de que no se ponga por encima de sí.

### El hombre inferior

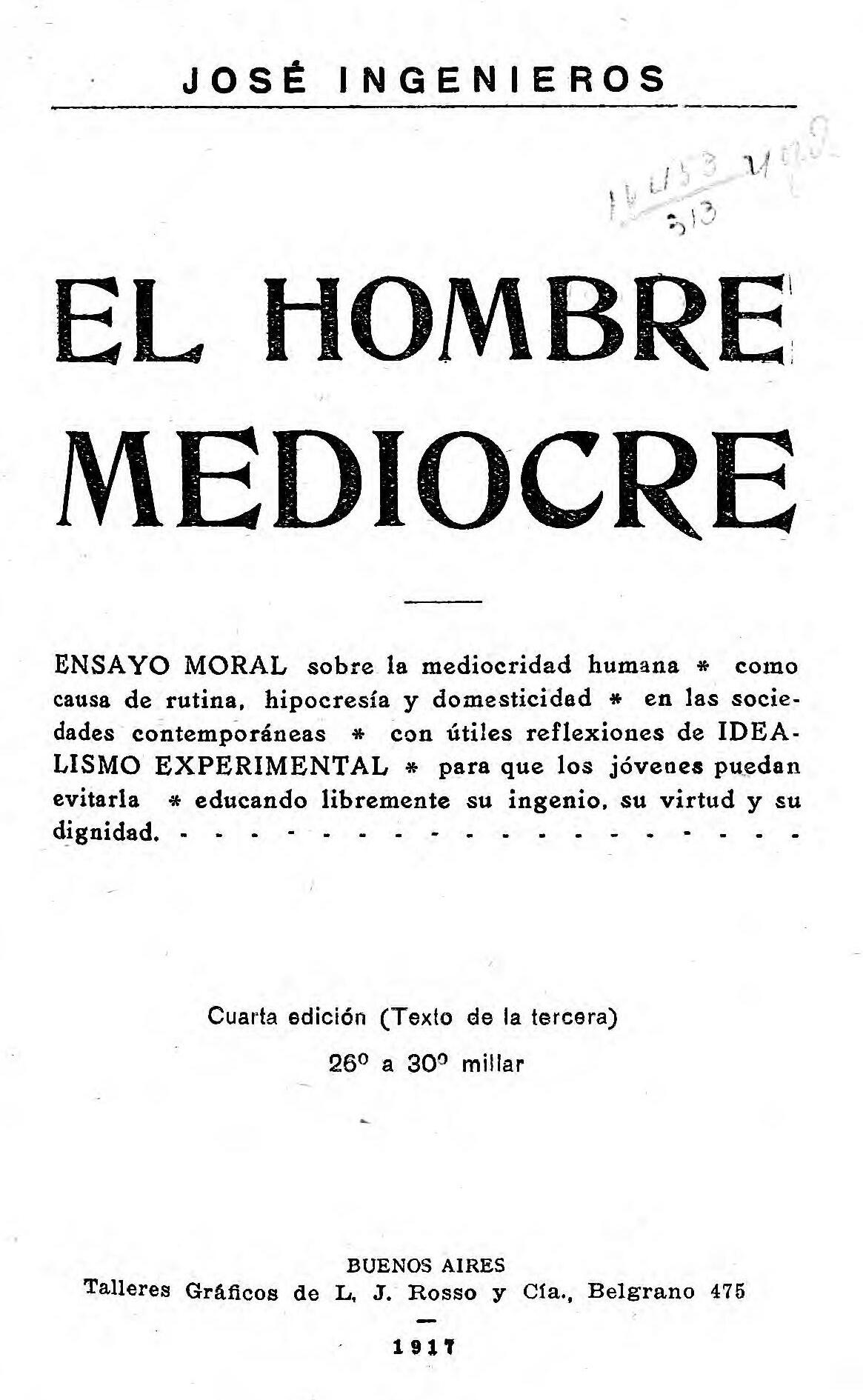
Portada de la cuarta edición (texto de la tercera), con correcciones del autor. 1917.

El hombre inferior es un animal bellaco. Su ineptitud para la imitación le impide adaptarse al medio social en que vive; su personalidad no se desarrolla hasta el nivel corriente, viviendo por debajo de la moral o de la cultura dominante, y en muchos casos fuera de la legalidad. Esa insuficiente adaptación determina su incapacidad para pensar como los demás y compartir las rutinas tan comunes que los demás, mediante la educación imitativa, copian de las personas que los rodean para formarse una personalidad social adaptada.

### El idealista
El idealista es un hombre capaz de usar su imaginación para concebir ideales legitimados solo por la experiencia y se propone seguir quimeras, ideales de perfección muy altos, en los cuales pone su fe, para cambiar el pasado en favor del porvenir; por eso está en continuo proceso de transformación, que se ajusta a las variaciones de la realidad. El idealista contribuye con sus ideales a la evolución social, por ser original y único; se perfila como un ser individualista que no se somete a dogmas morales ni sociales; consiguientemente, los mediocres se le oponen. El idealista es soñador, entusiasta, culto, de personalidad diferente, generoso, indisciplinado contra los dogmáticos. Como un ser afín a lo cualitativo, puede distinguir entre lo mejor y lo peor; no entre el más y el menos, como lo haría el mediocre sencillamente.

## Influencias
El hombre mediocre tuvo gran influencia en la juventud argentina de su tiempo y en especial en el movimiento de la Reforma Universitaria iniciado en 1918.
Algunas de sus categorías fueron tomadas y reformuladas dos décadas después, por el español José Ortega y Gasset, para construir su conocida antinomia entre el hombre-masa y el hombre-noble, realizada en su libro "La rebelión de las masas".

## Traducciones
- Traducido al esperanto por Enio Hugo Garrote ("La triviala homo" edición La Juna Penso, 1976)
- Traducido al inglés por Carlos Picone ("The Mediocre Man: El Hombre Mediocre" publicación independiente, 2018)